# Beer Street - Gin Lane

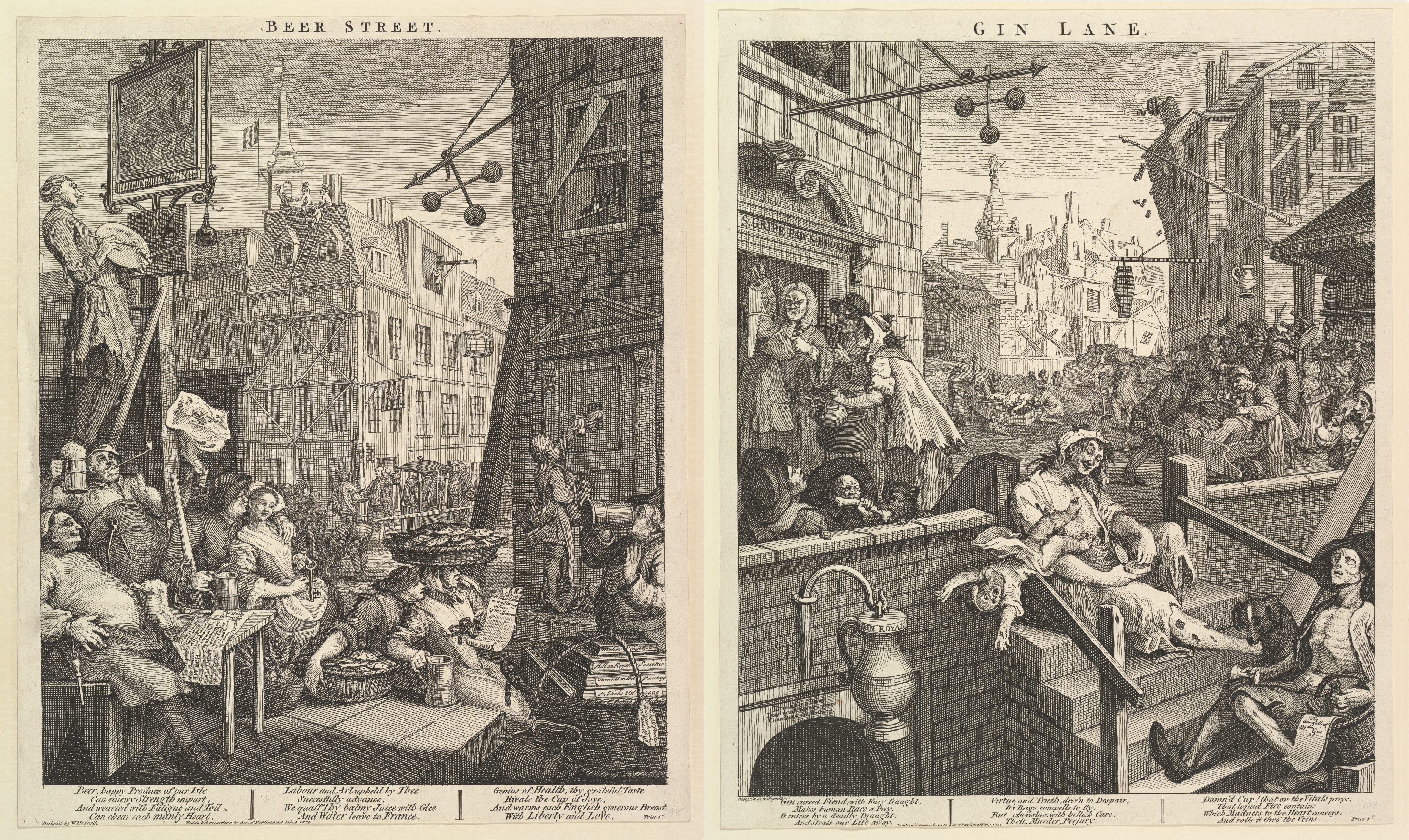
Obras de William Hogarth tituladas, respectivamente, Beer Street y Gin Lane (1751).

Gin Lane (Calle de la ginebra) es el título de una obra del artista británico William Hogarth, quien realizó dos grabados sobre la misma temática, respectivamente titulados Beer Street y Gin Lane, en el momento álgido de lo que se conoció como la "Locura londinense por la ginebra (London Gin Craze)" en 1751. Estos dos grabados se imprimieron al mismo tiempo en que el amigo de Hogarth, Henry Fielding, publicó su contribución al debate sobre la ginebra: An Inquiry into the Late Increase in Robbers (Una investigación sobre el incremento reciente de los ladrones).
La crisis de la ginebra fue muy severa, y las pinturas de Hogarth no eran tan caricaturescas como puede suponerse. Desde 1690 en adelante, el gobierno británico animó a la industria de la destilería, pues servía para incrementar el precio del grano, que entonces era bajo, así como el comercio, en particular con las colonias. De hecho, Daniel Defoe y Charles Davenant, entre otros, y particularmente economistas whigs (del Partido Liberal británico), habían visto en la destilería uno de los pilares de la prosperidad británica en la balanza de pagos (aunque Defoe luego cambió de opinión y apoyó la legislación contra la ginebra).
Esta obra de Hogarth está ambientada en St. Giles (Londres), y la figura más chocante es la de una madre borracha y con manchas en la pierna (presumiblemente por sífilis). Ambas obras, Beer Street y Gin Lane, parecen ser una advertencia sin ambages contra los horrores del abuso en el consumo de alcohol. No obstante, algunos aprecian cierta ambivalencia en la postura de Hogarth. Charles Lamb, escritor y bebedor, la consideraba "sublime". Y por su parte, William Hazlitt y Charles Dickens también admiraron el grabado, advirtiendo este último que el mensaje verdadero de la pieza era una advertencia contra los horrores de la pobreza, y no simplemente sobre los peligros del consumo de alcohol.